# راسون، عجلون
راسون (به عربی: راسون) یک منطقهٔ مسکونی در اردن است که در استان عجلون واقع شده‌است.
 راسون  ۲٬۵۸۶ نفر جمعیت دارد.